# Граклы
Гра́клы (лат. Quiscalus) — род птиц семейства трупиаловых (Icteridae). Птицы родом из Северной и Южной Америки. Род был назван и описан французским орнитологом Луи Жан Пьером Вьейо в 1816 году. Типовой вид был впоследствии обозначен как обыкновенный гракл (Quiscalus quiscula) английским зоологом Джорджем Робертом Греем в 1840 году.

## Этимология
Название рода происходит от видового названия Gracula quiscula, придуманного шведским натуралистом Карлом Линнеем для обыкновенного гракла. Откуда Линней взял это слово, неизвестно, но оно может происходить от карибского слова Quisqueya, означающего «мать всех земель», для острова Гаити.

## Описание
Длина тела самцов 25—43 см, масса тела 66—239 г; длина тела самок 21,7—33 см, масса тела 49—147 г.

## Классификация
На июль 2021 года в род включают 7 видов, из которых 1 — исчезнувший:
| Изображение | Научное название                               | Русскоязычное название | Распространение |
| ----------- | ---------------------------------------------- | ---------------------- | --- |
|             | Quiscalus lugubris Swainson, 1838              | Траурный гракл         | Восток Колумбии до Венесуэлы и северо-восток Бразилии |
|             | Quiscalus major Vieillot, 1819                 | Лодкохвостый гракл     | Флорида |
|             | Quiscalus mexicanus (J. F. Gmelin, 1788)       | Большехвостый гракл    | на северо-западе Венесуэлы и в западной части Колумбии и Эквадора на юге, в Миннесоте на севере, в Орегоне, Айдахо и Калифорнии на западе, во Флориде на востоке, причем залетные особи встречаются на севере вплоть до юга Канады |
|             | Quiscalus nicaraguensis Salvin et Godman, 1891 | Никарагуанский гракл   | Никарагуа и самая северная часть Коста-Рики |
|             | Quiscalus niger (Boddaert, 1783)               | Антильский гракл       | Большие Антильские острова |
|             | Quiscalus palustris (Swainson, 1827)           | Болотный гракл         | † (1910) |
|             | Quiscalus quiscula (Linnaeus, 1758)            | Обыкновенный гракл     | Северная Америка |